# Pompéu (kommun)
Pompéu är en kommun i Brasilien.   Den ligger i delstaten Minas Gerais, i den sydöstra delen av landet, 500 km sydost om huvudstaden Brasília. Antalet invånare är 29 083.
Följande samhällen finns i Pompéu:
- Pompéu

Omgivningarna runt Pompéu är huvudsakligen savann. Runt Pompéu är det glesbefolkat, med 17 invånare per kvadratkilometer.